# Progressione del record olimpico degli 800 metri piani maschili
La tabella sottostante riporta la progressione del record olimpico nella specialità degli 800 metri piani maschili.

## Progressione
| Tempo    | Atleta             | Paese         | Luogo             | Data              | Note            |
| -------- | ------------------ | ------------- | ----------------- | ----------------- | --------------- |
| 2'10"0   | Edwin Flack        | Australia     | Atene             | 6 aprile 1896     |                 |
| 1'59"0   | David Hall         | Stati Uniti   | Parigi            | 14 luglio 1900    |                 |
| 1'56"0   | Jim Lightbody      | Stati Uniti   | Saint Louis       | 1º settembre 1904 |                 |
| 1'52"4/5 | Mel Sheppard       | Stati Uniti   | Londra            | 21 luglio 1908    | Record mondiale |
| 1'51"9   | Ted Meredith       | Stati Uniti   | Stoccolma         | 8 luglio 1912     | Record mondiale |
| 1'51"8   | Douglas Lowe       | Regno Unito   | Amsterdam         | 31 luglio 1928    |                 |
| 1'49"8   | Tommy Hampson      | Regno Unito   | Los Angeles       | 2 agosto 1932     | Record mondiale |
| 1'49"2   | Mal Whitfield      | Stati Uniti   | Londra            | 2 agosto 1948     |                 |
| 1'49"2   | Mal Whitfield      | Stati Uniti   | Helsinki          | 22 luglio 1952    |                 |
| 1'47"7   | Tom Courtney       | Stati Uniti   | Melbourne         | 26 novembre 1956  |                 |
| 1'47"1   | George Kerr        | Giamaica      | Roma              | 1º settembre 1960 |                 |
| 1'46"3   | Peter Snell        | Nuova Zelanda | Roma              | 2 settembre 1960  |                 |
| 1'46"1   | George Kerr        | Giamaica      | Tokyo             | 15 ottobre 1964   |                 |
| 1'46"1   | Wilson Kiprugut    | Kenya         | Tokyo             | 15 ottobre 1964   |                 |
| 1'45"1   | Peter Snell        | Nuova Zelanda | Tokyo             | 16 ottobre 1964   |                 |
| 1'44"3   | Ralph Doubell      | Australia     | Città del Messico | 15 ottobre 1968   |                 |
| 1'43"50  | Alberto Juantorena | Cuba          | Montréal          | 25 luglio 1976    | Record mondiale |
| 1'43"00  | Joaquim Cruz       | Brasile       | Los Angeles       | 6 agosto 1984     |                 |
| 1'42"58  | Vebjørn Rodal      | Norvegia      | Atlanta           | 31 luglio 1996    |                 |
| 1'40"91  | David Rudisha      | Kenya         | Londra            | 9 agosto 2012     | Record mondiale |